# 沮誦
沮誦（？—？），或作詛誦、沮頌，是中国历史人物，相传为黄帝史官，負責幫助倉頡創造文字，傳說倉頡發明文字，沮誦作為其助手，將之記下來，成功時，鬼神夜間哭泣，認為人類即將變為狡詐。劉知幾《史通》曰：「蓋史之建官，其來尚矣。昔軒轅氏受命，倉頡、沮誦實居其職。至於三代，其數漸繁。」 
《世本·作篇》：「沮誦、蒼頡作書。」宋衷註：「沮誦、蒼頡，黃帝史官。黃帝之世始立史官，沮誦、蒼頡居其職矣。」